# 拉季夫
50°32′35″N 25°50′45″E / 50.54306°N 25.84583°E
拉季夫（烏克蘭語：Радів），是烏克蘭西北部的村莊，隸屬里夫內州的杜布諾區。該村始建於980年，面積9.41平方公里，海拔高度208米，2001年人口318，人口密度每平方公里33.8人。